# Casa de Benavides
La casa de Benavides es una casa nobiliaria española originaria del Reino de León. Su fundador fue el infante Fernando Alfonso, hijo natural del rey Alfonso VII, que recibió de este la villa de Benavides de Órbigo, en la actual provincia de León. Su hijo primogénito, Pedro Fernández, y sus descendientes comenzaron a usar el apellido toponímico Benavides, estableciéndose en el mayorazgo la obligación de usar este apellido.

## Señores de Benavides
- Fernando Alfonso de Benavides (f. 1157), I señor de Benavides.
- Pedro Fernández de Benavides (f. 1214), II señor de Benavides, merino mayor de León (1188-1194), mayordomo de la reina, merino mayor de Castilla (1214).
- Suer Pérez de Benavides (f. 1236), III señor de Benavides
- María Suárez de Benavides, IV señora de Benavides.

- Casada con Pedro Alfonso de León, señor de Astorga.

- Alonso Pérez de Benavides (f. 1284), V señor de Benavides.

- Casado con Teresa Rodríguez Tenorio, IV señora de Tenorio.

- Juan Alfonso de Benavides (f. 1309), VI señor de Benavides y V señor de Tenorio.

- Casado con Teresa Alfonso Godínez, señora de Cilleruelo.

- Pedro Alfonso de Benavides (f. 1326), VII señor de Benavides.
- Juan Alfonso de Benavides el Mozo (f. 1364), VIII señor de Benavides.

- Casado en primeras nupcias con Mayor Vázquez de Minzo, y en segundas con María Girón.

- Men Rodríguez de Biedma, después Men Rodríguez de Benavides (f. 1381), IX señor de Benavides y I señor de Santisteban del Puerto, hijo de Día Sánchez de Biedma y de su esposa María Alfonso Godínez (hermana de la esposa del VI señor de Benavides) y nieto paterno de Rodrigo Íñiguez de Biedma, señor de Ortolanza, capitán general del reino de Jaén y alcaide de sus alcázares, y de su esposa Juana Díaz de Fines, III señora de Fines, Alba de Tormes, Salvatierra de Tormes, Ardiles y los Molinares de Estiviel.

- Casado con Teresa Manrique de Lara, hija de Gómez Manrique de Lara, arzobispo de Toledo en 1362.